# Olivier ou le Secret
Pour les articles homonymes, voir Olivier (homonymie).
Olivier ou le Secret est un roman épistolaire rédigé entre 1821 et 1822, et revu vers 1823, par Claire de Duras.
Le sujet évoque, sous couvert de l’impuissance, l’homosexualité masculine. 

## Contexte
Dans les premières décennies du XIXe siècle, hormis chez Germaine de Staël, l’homosexualité se manifestait dans le récit au moyen de la représentation de l’impuissance masculine et de personnages épicènes[pas clair]. « La pédérastie s’y déguise prudemment en impuissance, cette bizarrerie qui attente à l’honneur du mâle sans blesser la considération. Ce n’est vraiment qu’avec le développement du récit réaliste par Stendhal et surtout Balzac, que l’homosexualité est revenue sur le devant de la scène. Pour autant, celle-ci n’avait cessé de fasciner le monde littéraire parisien et de susciter, à côté d’Olivier de Duras, toutes sortes de romans, de l’Armance (1827) de Stendhal, en passant par le propre Olivier (1825) d’Henri de Latouche, et l’Aloys ou le Religieux du mont Saint-Bernard (1829) d’Astolphe de Custine.

## Rédaction
En 1818, Astolphe de Custine, petit-fils du général Custine et fils de son aide-de-camp, tous deux guillotinés sous la Révolution, fréquentait le salon de la duchesse de Duras. Sa mère, Delphine de Custine, connue pour son intelligence et sa grande beauté, habituée des salons littéraires, liée d'amitié avec Germaine de Staël, qui lui avait dédié son premier roman Delphine (1802), un temps maitresse de Chateaubriand, avait essayé d’arranger ses fiançailles avec plusieurs jeunes filles de l’aristocratie parisienne, dont Albertine de Staël, fille de Madame de Staël, et Clara, la fille cadette de Claire de Duras. Mais trois jours avant la signature du contrat de mariage, Custine avait envoyé une lettre de rupture à la mère. Il a fait de cette histoire le sujet de son roman Aloys ou le Religieux du mont Saint-Bernard, (1829), où le personnage rompt avec sa fiancée, parce qu'il est amoureux de la mère à la suite d’une analyse graphologique de son écriture faite à la demande de la mère par un savant qui y aurait découvert ses sentiments. « Les Duras revendiquent la rupture et insinuent que Custine était impuissant. » Néanmoins, le Tout-Paris est déjà convaincu de l'homosexualité de Custine à la suite de l’incident du 28 octobre 1824 : alors que Custine se rendait à un rendez-vous avec un jeune officier de cavalerie de la Garde, il est attaqué par les compagnons d’armes de celui-ci, battu, dénudé et abandonné inconscient dans les fossés de Saint-Denis. Sa mésaventure, bientôt connue du Tout-Paris, entache sa réputation (l'homosexualité est alors considérée comme "infâme"). 
Astolphe confiera qu’il pensait que cet épisode a fait de Claire de Duras « (s)a plus  mortelle  ennemie », allant même jusqu’à la blâmer de son peu de goût pour les femmes : « Rien  n’a  été  si  dangereux  pour  moi  que  sa  haine parce qu’elle m’a donné mauvaise opinion des femmes ». 
Il ne se trompait peut-être pas trop dans sa première affirmation, puisque si Claire de Duras ne voulait plus publier ses œuvres, après que les lectures d’Ourika et d’Édouard, qu’elle avait données dans son salon, puis les tirages limités qu’elle en avait réalisés pour ses amis, n’eurent pas rencontré le succès escompté, elle avait néanmoins rédigé un roman intitulé le Moine de Saint-Bernard, resté inédit, au sujet fort proche de celui du Aloys ou le religieux du Mont-Saint-Bernard de Custine, ainsi qu’Olivier, racontant en termes voilés, l’histoire des fiançailles ratées de Custine avec sa fille Clara, mais dont la lecture avait déclenché les moqueries dans le faubourg Saint-Germain. Claire de Duras n’avait donc pas l’intention de le publier, mais c’était compter sans les indiscrétions qui en firent durant une saison la fable des milieux littéraires et mondains, et la malveillance de Latouche, qui décida de profiter de l'occasion pour publier un faux.
Latouche est aujourd’hui connu pour Fragoletta ou Naples et Paris en 1799, roman sur le thème proche de l’androgynie publié en 1829, mettant en scène « cet être inexprimable, qui n’a pas de sexe complet, et dans le cœur duquel luttent la timidité d’une femme et l’énergie d’un homme, qui aime la sœur, est aimé du frère, et ne peut rien rendre ni à l’un ni à l’autre » selon les termes de Balzac qui a reconnu sa dette à son égard, notamment pour Séraphîta. Il reprend le sujet du livre de Claire de Duras dont parlent les salons, et compose un roman qu’il intitula du même nom, Olivier.
L'ouvrage paraît chez Urbain Canel. Le Journal de la Librairie l’annonçait, le 28 janvier 1826, mais le Mercure du XIXe siècle, dans son dernier numéro de 1825, le présentait déjà par une note qui laisse croire qu'il s'agit bel et bien du nouvel ouvrage de Claire de Duras. Comme les précédents romans de Duras, Ourika et Édouard, le roman de Latouche ne portait pas de nom d’auteur. Il avait en outre le même éditeur, la même présentation, le même format ; il arborait aussi, en imitation, une épigraphe empruntée à la littérature étrangère et l’annonce que sa publication était faite au profit d’un établissement de charité. Stendhal a même prêté main-forte à cette mystification en écrivant aussitôt un article attribuant le roman à la duchesse de Duras qui fut obligée de publier un démenti, mais le mal était fait. Le scandale fut énorme. 
Bientôt soupçonné d'être l'auteur de la supercherie, Latouche dut publier dans la presse une lettre où il affirmait sur l’honneur qu’Olivier n’était pas de lui mais qu’il en connaissait l’auteur, et que ce n’était pas celui d’Édouard et d’Ourika.
L'épisode contribua à convaincre Claire de Duras de ne plus publier.

## Postérité
La possible filiation entre Olivier et Armance de Stendhal reste théorique mais s’inspire bien des « rumeurs de salons », comme le dit le sous-titre du roman stendhalien : selon sa correspondance, Stendhal n’a jamais eu accès au manuscrit de Claire de Duras mais, étant en amitié avec Latouche, il se serait inspiré du sujet et aurait activement participé à la supercherie. C’est Prosper Mérimée qui persuadera Stendhal de renoncer à prénommer le personnage masculin dans Armance, Olivier, au profit d’Octave.
Selon le critique Pierre Martino, Claire de Duras a emprunté son titre à Olivier, un roman de Caroline von Pichler publié anonymement en 1802, traduit librement de l’allemand en 1823 par Isabelle de Montolieu où le héros, Olivier de Hautefort, défiguré par la petite vérole, s’attirait, de la part de la jeune fille qu’il aimait, cette cruelle réplique : « Rendez-vous justice, Monsieur, pouvez-vous jamais inspirer l’amour ? » Cette phrase, répétée sur le frontispice de l’ouvrage, aurait aussi bien pu, détournée légèrement de son sens, servir d’épigraphe au livre de la duchesse, comme ensuite à celui de Stendhal.

## Publication
Le véritable récit a été publié pour la première fois, en 1971, chez José Corti avec une introduction de Denise Virieux.

## Sources
- Jean-Paul Aron et Roger Kempf, La bourgeoisie, le sexe et l’honneur, Bruxelles, Éditions Complexe, 1984, 306 p., 18 cm (ISBN 978-2-87027-147-6, lire en ligne), p. 82.
- Michel Crouzet, « Monstres et merveilles : poétique de l’Androgyne, à propos de Fragoletta », Romantisme, no 45. Paradoxes,‎ 1984, p. 25-42 (lire en ligne).
- (en) George Haggerty, Encyclopedia of Gay Histories and Cultures, Routledge, 2013, 986 p. (ISBN 978-1-135-58513-6, lire en ligne), p. 345.
- Georges-François Pottier, « Des femmes à l’honneur : Claire de Duras (1777-1828), écrivaine », Mémoires de l’Académie des Sciences, Arts et Belles-Lettres de Touraine, t. 27,‎ 2014, p. 157-181 (lire en ligne).
- Jean-Pierre Saidah (Dominique Rabaté, dir.), « Secret, énigme et structure dans Olivier, ou le secret », Modernités, Presses universitaires de Bordeaux, no 14, Dire le secret,‎ 2001, p. 66 (lire en ligne).
- Julien-Frédéric Tarn, Le marquis de Custine : ou, Les malheurs de l'exactitude, 1985, 615 p., 22 cm (ISBN 978-2-213-01548-4, lire en ligne).
- (en) Margaret Waller, The male malady : fictions of impotence in the French romantic novel, New Brunswick, Rutgers University Press, 1993, 229 p., 23 cm (ISBN 978-0-8135-1908-1), p. 119.